# 库尔基诺区 (莫斯科)
库尔基诺区（俄語：район Куркино）是莫斯科西北行政区的一区，面积8.04平方公里，人口33,298人。该区内没有地铁。